# Raionul Biaroza
Raionul Biaroza (în belarusă Бярозаўскі раён, cu alfabet Łacinka: Biarozaǔski rajon) este un raion din Regiunea Brest, Belarus cu reședința în orașul omonim. Se afla în nord-vestul provinciei istorice Polesia.

## Istorie
Raionul a fost întemeiat în 1940 după anexarea Belarusului de Vest din Polonia.

## Economie
Raionul Biaroza este unul dintre cele mai industrializate raioane din Regiunea Brest. Se afla in locul 3 in topul ce privește producția dintre raioanele regiunii, ponderea produselor industriale (lucrări, servicii) fiind în valoare de aproximativ 10% din Brest.
1. ↑   http://bereza.brest-region.gov.by/index.php?option=com_content&view=article&id=10605&Itemid=154&lang=ru Lipsește sau este vid: |title= (ajutor)
2. ↑   http://web.archive.org/web/20190908094212/http://maiak.by/news/governance/v-rayone-novyy-rukovoditel.html Lipsește sau este vid: |title= (ajutor)
3. ↑  GeoNames, accesat în 9 iulie 2017